# Turinge distrikt
Turinge distrikt är ett distrikt i Nykvarns kommun och Stockholms län. 
Distriktet ligger i och omkring Nykvarn.

## Tidigare administrativ tillhörighet
Distriktet inrättades 2016 och utgörs av socknen Turinge i Nykvarns kommun.
Området motsvarar den omfattning Turinge församling hade vid årsskiftet 1999/2000.